# Monti Sibillini
Monti Sibillini je pohoří, horský masiv, v centrální Itálii, v regionech Umbrie a Marche (v provincích Ascoli Piceno, Fermo, Macerata a Perugia). Monti Sibilini leží v Umbrijských Apeninách, respektive Středních Apeninách. Pohoří je tvořeno především vápencem z období mezozoika a kenozoika. Původně byla oblast pod hladinou moře. Většina hor má nadmořskou výšku přes 2 000 m, nejvyšší horou je Monte Vettore (2 476 m). Pro oblast jsou charakteristické trogy a krasové jevy. Pohoří Monti Sibillini je od roku 1993 součástí Národního parku Monti Sibillini.